# Martin Bartels
Martin Bartels (alemany: Johann Christian Martin Bartels)  (Brunsvic, 12 d'agost de 1769 - Tartu, 20 de desembre de 1836) va ser un matemàtic alemany tutor de Carl Friedrich Gauss a Brunswick i educador de Lobatxevski a la universitat de Kazan, conegut en rus com Мартин Фёдорович Бартельс (Martin Fedoròvitx Bartels).

## Biografia
Bartels va néixer a Brunsvic, en el Ducat de Brunsvic-Lüneburg (ara part de la baixa Saxonia, Alemanya), fill de Heinrich Elias Friedrich Bartels i la seva dona Johanna Christine Margarethe Köhler. En la seva infantesa va mostrar un gran interès per les matemàtiques. En 1783 va ser empleat com assistent del professor Büttner a la Katherinenschule de Brunsvic, on va ser tutor de Carl Friedrich Gauss (vuit anys més jove) i va encoratjar el seu talent i va recomanar-lo al duc de Brunsvic, qui va recomanar Gauss al Collegium Carolinum (ara Universitat Tècnica de Brunsvic). D'aquesta relació va néixer una amistat entre Gauss i Bartels i van mantenir correspondència entre 1799 i 1823. Tot i que Gauss diu que va ser el seu primer professor d'aritmètica, no se sap del cert si només va ser qui el va ensenyar a escriure, ja que tots dos eren molt joves (quinze i set anys respectivament).
Des del 23 d'agost de 1788 va ser professor convidat al Collegium Carolinum a Brunsvic.
Entre 1791 i 1795 Bartels va estudiar matemàtiques amb els professors Johann Friedrich Pfaff a Helmstedt i Abraham Gotthelf Kästner a Göttingen. En el semestre d'hivern de 1793/1794 va estudiar física experimental, astronomia, meteorologia i geologia amb el professor Georg Christoph Lichtenberg. El 1800 va treballar a Suïssa com a professor de matemàtiques a Reichenau (Chur, cantó dels Grisons). Aquí va conèixer Anna Saluz, de Chur, amb qui es va casar el 1802; l'any següent va néixer el seu fill Eduard. La seva filla, Johanna Henriette (nascuda el 1807), es va casar amb l'astrònom Wilhelm Struve.
En aquestes dates, va enviar un manuscrit a l'Acadèmia de Ciències de Sant Petersburg que va atraure l'atenció de Stepan Rumovski, president del consell d'ensenyament de la regió de Kazan, qui el va proposar per una càtedra de matemàtiques a la recentment creada universitat de Kazan. Bartels va acceptar, però no en va prendre possessió fins al 1808.
Va mantenir aquest càrrec durant dotze anys, al començament dels quals va ser mestre i defensor d'un estudiant de no gaire bona conducta: Lobatxevski.
El 1820 va ser nomenat catedràtic de la universitat de Dorpat (avui Tartu, a Estònia) de la que va ser degà en diverses ocasions i en la que va fundar un centre per a l'estudi de la geometria diferencial. El 1833 en va passar a ser professor emèrit, sense abandonar la seva producció científica i pedagògica. Va morir en aquesta ciutat tres anys després.

## Obra
Bartels va publicar gairebé tota la seva obra durant la seva estança a Tartu, tot i que una bona part devia ser elaborada mentre era a Kazan. El 1825 va enviar tres memòries a l'Acadèmia de Ciències de Sant Petersburg, gràcies a les quals en va ser escollit membre l'any següent:
- Aperçu abrégé des formules fondamentales de la géométrie à trois dimensions[10]
- Sur la parallaxe du soleil
- Mémoire sur les axes principaux de corps solides[11]

A partir de 1830, es va esmerçar en transcriure les seves classes en un llibre de text previst en tres volums. Només el primer dels quals va arribar a veure la llum: Vorlesungen über mathematische Analysis mit Anwendungen auf Geometrie, Mechanik und Wahrscheinlichkeitslehre (Tartu, 1833).
Un dels seus estudiants a Tartu, Carl Eduard Senff, afirma que Bartels va ser el primer a introduir el concepte de sistema mòbil d'eixos en l'estudi de les corbes espacials, el que significa que va ser un precursor del que avui es coneix com les fórmules de Frenet-Serret.